# Ludmírov
Ludmírov – gmina w Czechach, w powiecie Prościejów, w kraju ołomunieckim. Według danych z dnia 1 stycznia 2012 liczyła 574 mieszkańców.
Składa się z pięciu części:
- Ludmírov
- Dětkovice
- Milkov
- Ospělov
- Ponikev